# Manfred Henrich
Manfred Henrich (* 2. Juli 1925; † 10. November 2003) war ein Kommunalpolitiker der SPD und Oberbürgermeister von Saarlouis.

## Leben
Nach einem Studium der Rechtswissenschaften und der Promotion zum Dr. iur. arbeitete Henrich als Jurist und war zuletzt Oberlandesgerichtsrat. Am 20. April 1966 wurde er zum Bürgermeister von Saarlouis gewählt, konnte sein Amt wegen einer Wahlanfechtung aber erst am 1. März 1967 antreten. Nach einer Verwaltungsreform wurde Henrich am 1. Januar 1974 erster Oberbürgermeister von Saarlouis und blieb dies bis zu seiner Pensionierung am 12. Februar 1987.
In seine Amtszeit fiel der Bau des Hallenbades und der Sporthalle am Stadtgarten, der Bau des Freibades in Steinrausch und der Beginn des Siedlungsbaus auf dem Steinrausch. Außerdem setzte sich der Oberbürgermeister für die Sanierung der Altstadt ein. Außerdem fiel in seine Amtszeit der Bau des inneren und äußeren Ringes.
Henrich wurde im österreichischen Drosendorf-Zissersdorf bestattet.

## Ehrungen
- Dr.-Manfred-Henrich-Platz in Saarlouis